# Pio VII.
Pio VII. lat. Pius PP. VII. (Cesena, 14. kolovoza 1742. – Rim, 20. kolovoza 1823.), rođen kao Luigi Barnaba Niccolo Maria Chiaramonti, 251. poglavar Katoličke Crkve, papa od 14. ožujka 1800. do smrti 1823.

## Raniji život
Barnaba Niccolo Luigi Maria Chiaramonti rodio se 14. kolovoza 1742. u Ceseni, Emilia-Romagna, u plemićkoj obitelji, grofa Scipiona Chiaramontija i Giovanne Coronate, rođene markize Ghini. Njegova majka je bila veoma pobožna žena koja je 1763. stupila u karmelićanski Samostan sv. Terezije u Fanu.  Osnovno obrazovanje Barnaba je stekao u školi za plemiće (Collegio dei Nobili) u Raveni. Kada je imao četrnaest godina odlazi u benediktinski Samostan sv. Marije na Gori (Santa Maria del Monte), u blizini Cesene, gdje si odabire redovničko ime Gregorio. Od 1758. do 1763. studira teologiju i filozofiju u Samostanu sv. Justine u Padovi. Uvidjevši njegove sposobnosti nadređeni ga šalju na daljnje školovanje u Rim, u Zavod sv. Anzelma, gdje je 21. rujna 1765. zaređen za svećenika. Postaje profesor teologije i predaje u benediktinskom Samostanu sv. Ivana Evanđeliste u Parmi, a od 1766. i u Samostanu sv. Anzelma u Rimu. U veljači 1775. Pio VI., koji je bio prijatelj obitelji Chiaramonti, postavlja ga za poglavara benediktinskog Samostana svetog Pavla izvan Zidina (San Paolo fuori le Mura) u Rimu. Sedam godina kasnije, 16. prosinca 1782. Pio VI. imenuje ga za biskupa Tivolija, a 14. veljače 1785. posvećuje ga za kardinala Svete Rimske Crkve i postavlja za biskupa Imole. Potkraj 1797. po naredbi Direktorija, francuske trupe, već stacionirane na sjeveru Italije, nadiru prema Rimu. Kardinal Chiaramonti, kao biskup imolski, upućuje svojim vjernicima mudar i praktičan savjet da se suzdrže od beskorisnog otpora prijetećoj sili neprijatelja. U božićnoj propovijedi 1797. Kardinal je izjavio da bi se Crkva uvijek trebala prilagođavati svim političkim situacijama, pa čak i onima koje joj se ne sviđaju. Koliko god se ta njegova izjava danas čini logičnom, tada je kod mnogih izazvala negativne reakcije. Često je volio reći, kako se okolnosti neprestano mijenjaju, i Crkva mora biti sposobna suočiti se s novim prilikama kako bi bila u stanju provoditi svoju duhovnu zadaću.

## Izbor za papu
Nakon francuskog zauzimanja Rima 11. veljače 1798. mnogi su povjerovali da je papinstvo mrtvo. Papinska Država je prestala postojati, papa Pio VI. je odveden u zarobljeništvo, Kurija se raspršila, a malobrojni kardinali koji nisu pobjegli skrivali su se po raznim utočištima. Vatikan je zauzela francuska vojska i temeljito ga opljačkala, kao i ostale palače u Rimu.  Za vrijeme svog boravka u firentinskom kartuzijanskom samostanu papa Pio VI., koji je vjerojatno bio obaviješten o sudbini koja ga čeka, poduzeo je potrebne korake za izbor svoga nasljednika i 13. studenog 1798. poslao ovjerene primjerke svoje odluke svim kardinalima do kojih je mogao doći. Prema njegovoj odluci konklava se trebala održati tamo gdje se može okupiti najviše kardinala. Papa Pio VI. umire u francuskom zarobljeništvu u Valenci 29. kolovoza 1799. i pokapaju ga na mjesnom groblju kao običnog građanina.  
U tako teškim trenucima za Katoličku Crkvu, trideset četiri od četrdeset šest kardinala okupilo se na konklavi u benediktinskom Samostanu sv. Grgura u Veneciji 30. studenog 1799. koja je bila pod austrijskom vlašću. Iako se na početku izbor kardinala Carla Bellisomija (1736. – 1808.) činio osiguranim, dolazak kardinala Františeka de Paula Hrzan iz Harasova  (1735. – 1804.) nekoliko dana kasnije i stavljanje njegovog veta na izbor Bellisomija, udaljilo ga je od papinske časti. Austrijski kardinal je stavio veto i na izbor kardinala Hyacintha Sigismonda Gerdila (1718. – 1802.), a ni austrijski kandidat kardinal Alessandro Mattei (1744. – 1820.) također nije prošao. Konklava se odužila više od tri mjeseca, pa je naposljetku jedan od neutralnih kardinala predložio, a tajnik konklave, kardinal Ercole Consalvi (1757. – 1824.) podržao, kardinala Chiaramontija za većini prihvatljivog kandidata. U takvom ozračju 14. ožujka 1800. kardinal Chiaramonti izabran je za papu. Novi papa si je odabrao ime Pio VII., u znak poštovanja prema svom prethodniku, i okrunjen je u Veneciji 21. ožujka 1800. godine.

## Pontifikat
U svojoj pedesetosmoj godini Pio VII. bio je svećenik uzornog života. Vrlo ponizan i neizmjerno blag, ostat će uvijek redovnik u bijeloj haljini rimskog biskupa. Njegov asketski način života navodio je na pomisao da nije bio pripremljen za veliku odgovornost koja ga je čekala. U vrijeme izbora Pija VII. za papu političke okolnosti nisu bile iste kao početkom 1798. kada je proglašena Rimska Republika. Rimska Republika je i dalje postojala iako je francuska vojska morala napustiti Rim u rujnu 1799. godine. U Francuskoj je na vlasti bio Napoleon Bonaparte (1769. – 1821.) kao Prvi konzul. Napoleon je proglasio slobodu vjeroispovijesti i tvrdio je „da samo vjera daje državi čvrst i trajan oslonac“. Bio je to novi način govora koji je ulijevao nadu. Pio VII. je u pratnji austrijanaca napustio Veneciju i svečano ušao u Rim 3. srpnja 1800. uz sveopću radost stanovnika Rima. Po povratku Pija VII.  u Rim vrlo brzo se okupilo i raspršeno osoblje Kurije. Papa je morao obnoviti službe koje su radile bez arhiva koji su prenijeti u Pariz ili uništeni. Za dekana kardinalskog zbora i državnog tajnika Papa je imenovao kardinala Ercolea Consalvija, što će se tijekom njegovog pontifikata pokazati kao izvrstan izbor, jer je kardinal Consalvi bio vrlo vješt političar, privržen Papi. Prvi značajan pothvat Pio VII.  je učinio nagovorivši Austrijance i Francuze da napuste zauzete crkvene teritorije. Sporazumom iz Lunevillea (Francuska), zaključenom u veljači 1801., Svetoj Stolici je vraćen teritorij Papinske Države bez upravnih jedinica Bologne, Ferrare, Ravene i pokrajine Romagne. Bio je to veliki gubitak teritorija koji nije previše rastužio Pija VII. Njega je više zabrinjavala slika općeg stanja Crkve, kojoj je hitno trebala duhovna obnova. Poslije dugih i mučnih pregovora, koje je predvodio državni tajnik kardinal Consalvi, 16. srpnja 1801. potpisan je konkordat s Republikom Francuskom. Francuska je priznala da je katoličanstvo vjera najvećeg dijela francuskog stanovništva  (ne i „državna vjera“, kako je tražila Sveta Stolica),  čime se situacija neznatno popravila. Crkva je i dalje ostala pod kontrolom države, pa je Papa morao pristati na manje ustupke.
Napoleon 18. svibnja 1804. plebiscitom postaje francuski car i poziva Papu da dođe u Pariz i predvodi njegovu krunidbu zakazanu za 2. prosinca. U nadi da će od Napoleona I. ishoditi neke ustupke vjerskoj politici koja je sputavala francuski kler, te usprkos protivljenju Kurije, Papa odlazi u Pariz. Prilikom samog čina krunjenja nastala je neugodna situacija kada Napoleon nije dopustio da mu Papa postavi krunu na glavu. Sam ju je uzeo, stavio sebi na glavu i rekao: „Bog mi ju je dao, jao onome tko je takne!“. Papa je ostao u Parizu do proljeća 1805. ne dobivši od Cara ni najmanji ustupak. Vratio se u Rim zabrinut i ogorčen. Nakon velike bitke kod Austerlitza (Moravska) 2. prosinca 1805., kada je Napoleon I. porazio austrijske i ruske snage, Austrijanci su bili prisiljeni tražiti primirje i potpisati ponižavajući Požunski mir, 26. prosinca 1805. godine. Požunski mir proširio je teritorij Napoleonovih njemačkih saveznika na račun Austrije i označio definitivni kraj Svetog Rimskog Carstva. Posljednji njemačko-rimski car Franjo II. Habsburg abdicirao je 6. kolovoza 1806. godine.  Odbijanje Pija VII. da sudjeluje u Kontinentalnoj blokadi protiv Engleske razljutilo je Napoleona I., za kojeg Papa više nije postojao. Dana 2. veljače 1808. francuske trupe ulaze u Rim. Prvih dana Francuzi su poštovali papinske palače, ali 7. travnja francuski general Miollis (1759. – 1828.) dolazi u palaču Kvirinal i daje uhititi državnog tajnika kardinala Giulija Gabriellija (1748. – 1822.), koji je naslijedio Consalvija na mjestu državnog tajnika. Nakon što su u kolovozu francuske trupe ponovno upale u Kvirinal, Papa je dao oglas u kojem poziva rimljane da ne surađuju s okupatorom. Dana 17. svibnja 1809. Napoleon I. dekretom priključuje Papinsku Državu Francuskom Carstvu. Papa je odgovorio Bulom u kojoj mu je zaprijetio izopćenjem. Kada je 10. lipnja u Rimu skinut papinski stijeg i zamijenjen francuskom trobojnicom, Papa je dao po cijelom gradu izvjesiti obavijest o Napoleonovom izopćenju. Odmah je uslijedio Napoleonov odgovor, koji zapovijeda uhićenje Pape. U četiri sata ujutro 6. srpnja Papa je uhićen i odveden u zarobljeništvo u Francuski grad Savonu, gdje će ostati zatočen tri godine u pomorskoj utvrdi.  
Rim je opet ostao bez pape. Uredi Kurije zatvoreni su a arhivi Svete Stolice bili su ponovno zaplijenjeni i poslani u Pariz. Neki kardinali i visoki dužnosnici Kurije zatvoreni su u kućne pritvore po brojnim gradovima Francuske i Italije, a Rim je postao tek glavnim gradom oblasti Ušća Tibra (Bouches du Tibre). Za vrijeme svoga zatočeništva Pio VII. je bio pod stalnim Napoleonovim pritiscima. Jedan od tih zahtjeva bio je i zahtjev za poništenje njegovog braka s Josephinom de Beauharnais (1763. – 1814.), kojeg je Papa kategorično odbijao. Unatoč tome, Napoleon se razveo s Josephinom i oženio s austrijskom nadvojvotkinjom Marijom Lujzom (1791. – 1847.). Napoleon je više puta izjavio da unatoč prisvajanju Papinske Države, ima poštovanje prema Papinoj duhovnoj vlasti. Papa službeno nije imao nikakvih kontakata s vanjskim svijetom, ali ipak se uspijevao tajno dopisivati sa svojim kardinalima, u prvom redu s Consalvijem. U svibnju 1812. Napoleon je izdao nalog da se Papa premjesti iz Savone u Fontainebleau, gdje je Pio VII. stigao u potpuno iscrpljenom stanju. Narušenog zdravlja i pod pritiskom Napoleona Papa u siječnju 1813. pristaje na prijedlog novog konkordata. Nakon velikih gubitaka u Rusiji 1812. i u bitci kod Leipziga 1813. Francuska vojna moć opada. Suočen sa skorim porazom Napoleon nudi Piju VII. povrat njegove države, te Papa 23. siječnja 1814. napušta Fontainebleau i preko Savone dolazi u Bolognu 31. ožujka, istog dana kad je u Pariz ušla saveznička vojska.  Napokon 24. svibnja Pio VII. slavodobitno je ušao u Rim. Papa je velikodušno oprostio svojim neprijateljima dopuštajući Napoleonovoj obitelji utočište u Rimu. Kasnije se u nekoliko navrata zauzeo kod britanske vlade za zatočenog Napoleona na Svetoj Heleni. 
Jedan od najznačajnijih uspjeha pontifikata pape Pija VII. bio je obnova Papinske Države u njenom nekadašnjem opsegu (osim grada Avignona i grofovije Venaissin), osigurane na Bečkom kongresu (1814. – 1815.) od strane papinog predstavnika kardinala Consalvija. Reorganizacija Crkve koju je proveo državni tajnik prema uputama Pape, a sve prema liberalnom francuskom modelu, izazvala je unutar Crkve veliko protivljenje. Kardinal Consalvi srezao je povlastice članovima Kardinalskog kolegija i stavio prefekte kongregacija pod nadzor Državnog tajništva. Premda je svjetovna vlast pape kao poglavara države bila osporena, njegova duhovna vlast kao poglavara opće Crkve izašla je ojačana iz nevolja. Papa sve više postaje duhovni autoritet pa ga u Rimu posjećuje nekoliko okrunjenih glava. Samo dva i pol mjeseca nakon svog povratka u Rim, Pio VII. ponovno osniva Družbu Isusovu 7. kolovoza 1814. godine. Rim u doba njegove vladavine postaje omiljeno prebivalište umjetnika. Pio VII. je ostavio brojne rukopise i knjige Vatikanskoj knjižnici, te ponovno dao otvoriti engleski, škotski i njemački fakultet u Rimu, dok je na Rimskom sveučilištu osnovao nove katedre.  U godinama nakon pada Napoleona Sveta Stolica je sklopila konkordate s nekoliko zemalja: Francuska, Španjolska, Sardinija, Bavarska, Kraljevina Obiju Sicilija, Pruska, Rajnska pokrajina. Za svoga pontifikata napisao je četiri enciklike. Prvu „Diu satis“, objavljenu 15. svibnja 1800., papa je posvetio povratku načelima Eevanđelja, dok je drugu „Ex quo Ecclesiam“, objavljenu 24. svibnja iste godine posvetio jubileju 1800. godine. Tek četrnaest godina kasnije, 18. svibnja 1814., papa objavljuje encikliku „Il trionfo“ u kojoj zahvaljuje Bogu za slobodu i povratak iz zatočeništva. Posljednju encikliku „Vineam quam plantavit“, objavljenu 12. lipnja 1817., Pio VII.  je uputio francuskim biskupima, u kojoj piše o reorganizaciji biskupija u toj zemlji. Papa Pio VII. je za vrijeme svoga pontifikata imenovao devedeset devet kardinala u devetnaest konzistorija.

## Papina smrt
Godina 1823. bila je vrlo teška za Pija VII. čije se zdravlje naglo pogoršavalo. Kada je 6. srpnja pao u svom apartmanu i zadobio prijelom bedrene kosti, legao je u krevet iz kojeg se više nikada nije ustao. Nakon što je bazilika sv. Pavla izvan Zidina izgorjela u požaru 16. srpnja, Papa je već bio u polusvijesti i za taj događaj nikada nije doznao. Papa Pio VII. umro je 20. kolovoza 1823. u svojoj osamdesetprvoj godini života. Sahranjen je u Bazilici sv. Petra u Rimu. Papa Benedikt XVI. 15. kolovoza 2007. pokrenuo je postupak za njegovu beatifikaciju.